# Endophloeus marcovichianus
Endophloeus markovichianus là một loài bọ cánh cứng trong họ Zopheridae. Loài này được Piller & Mitterpacher miêu tả khoa học năm 1783.

## Hình ảnh

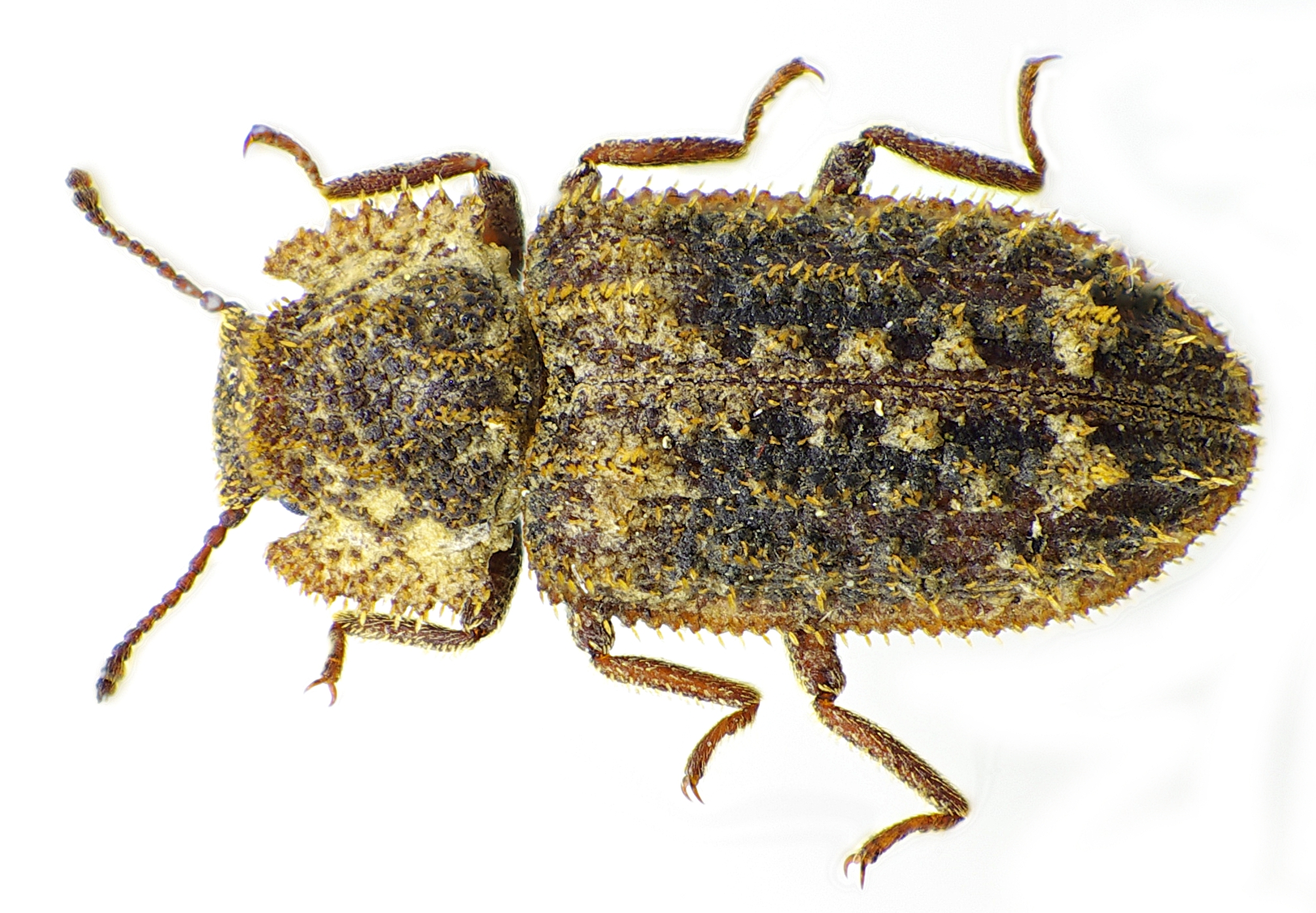
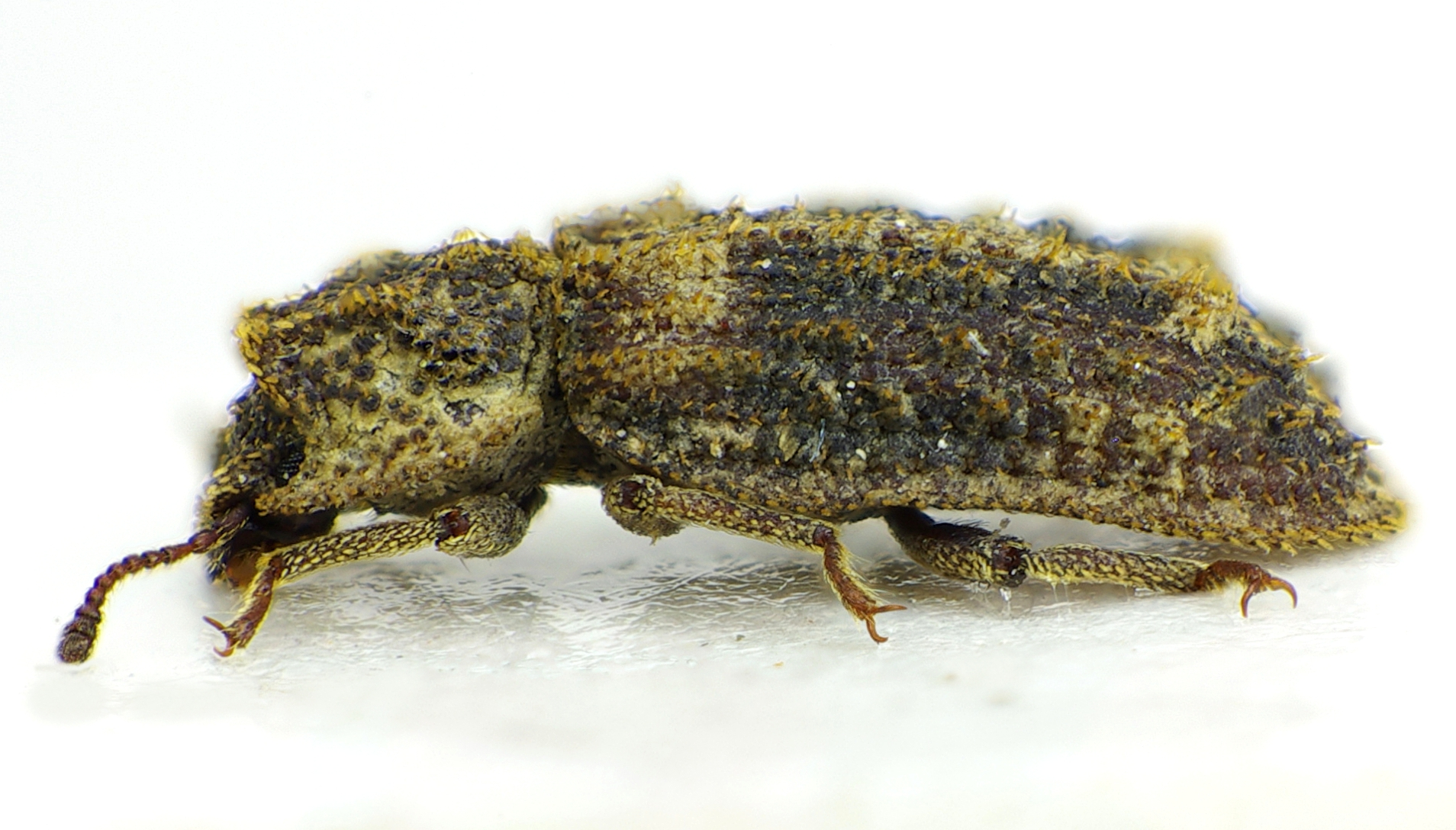
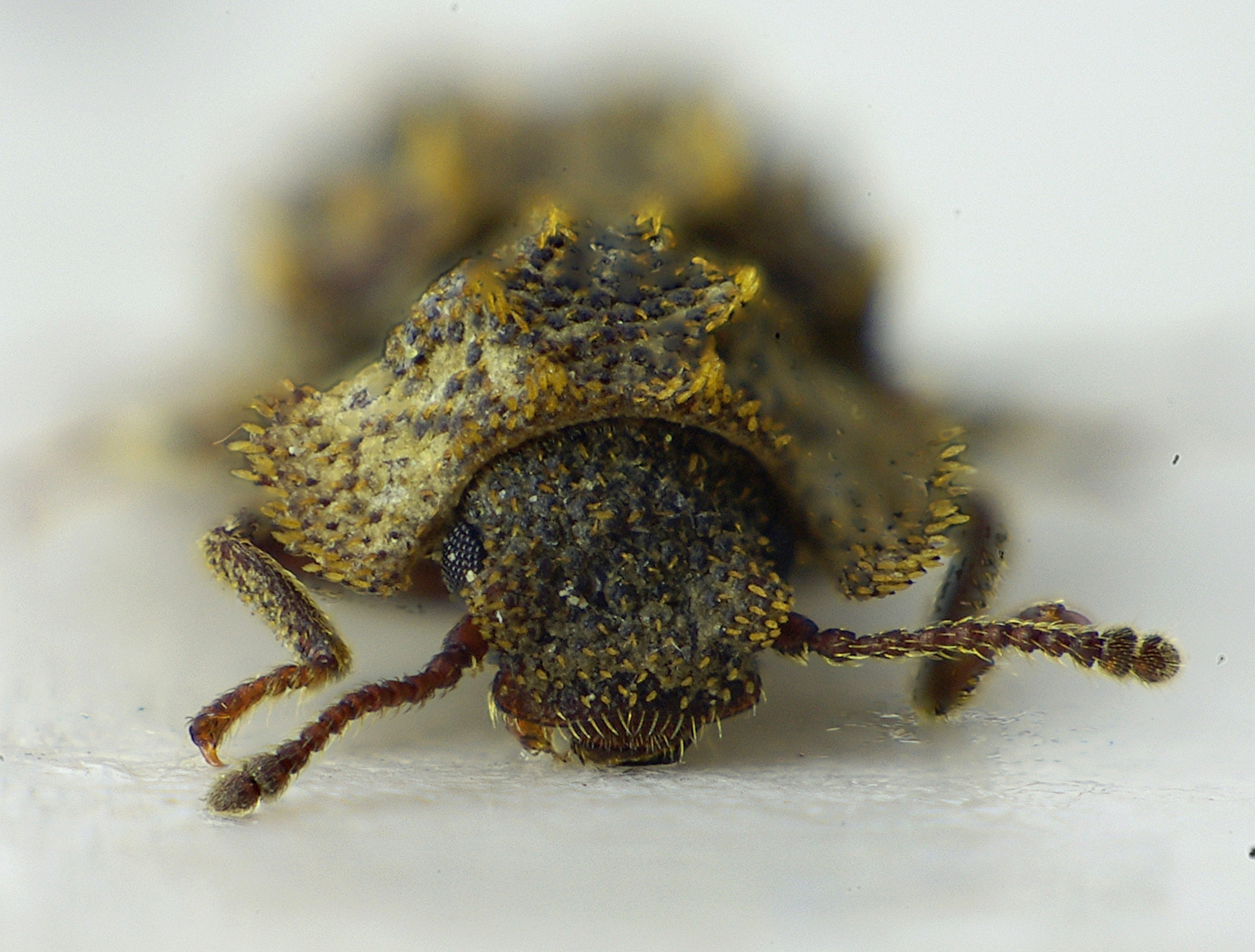
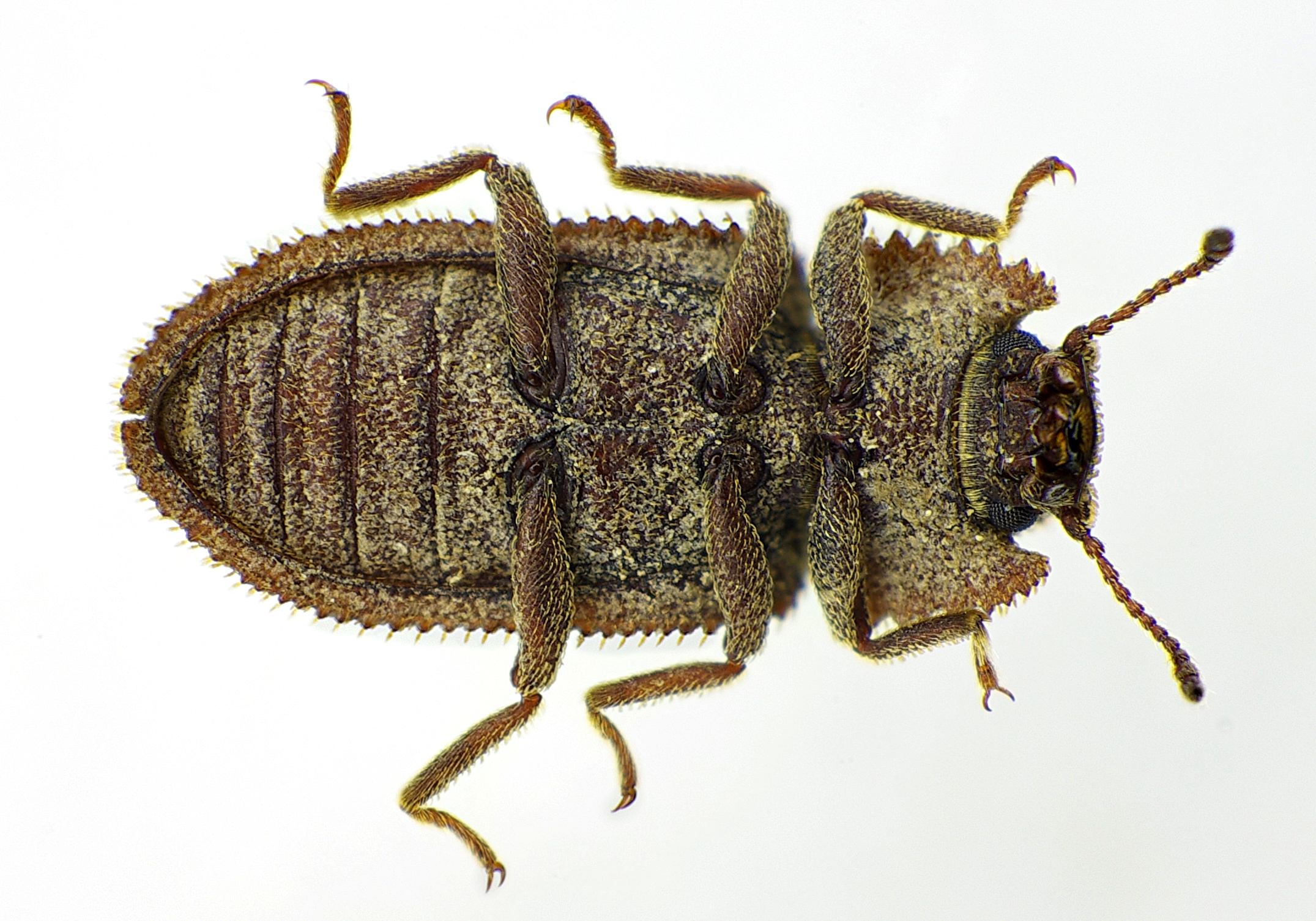